# Anton Kitzmüller
Anton Kitzmüller (* 15. August 1966 in Linz) ist ein österreichischer Maler.

## Leben und Werk
Anton Kitzmüller beschäftigte sich bereits in seiner Jugend mit der Malerei und fand im akademischen Maler Fritz Feichtinger einen Mentor. Nach der Matura studierte er zunächst an der Kunstuniversität Linz und wechselte 1986 an die Universität für angewandte Kunst Wien, Meisterklasse für Malerei Wolfgang Hutter. Seit seinem Diplom 1989 lebt und arbeitet er als freischaffender Maler in St. Florian. Mit dem Linzer Maler Fritz Aigner verband ihn eine langjährige Freundschaft.
In den 2000er Jahren wurde er von etablierten Galeristen wie Norbert Blaeser, Bernhard Peithner-Lichtenfels und Bernd Dürr vertreten. Seine Werke wurden in einigen Ländern Europas gezeigt und befinden sich in öffentlichen und privaten Sammlungen, wie der Sammlung Rudolf Leopold, der Sammlung Kristian Rademacher-Dubbick (Kunstsammlung Krohne) oder der Sammlung Leonie von Rüxleben (Kunsthalle St. Annen Lübeck).
Die Schlossgalerie des Museum Steyr präsentierte 2006 eine retrospektive Ausstellung und im Landeskulturzentrum Ursulinenhof Linz wurde eine gemeinsame Ausstellung mit Günter Grass gezeigt. Über seine Ausstellungen erschienen zahlreiche Berichte in Zeitungen und Kunstmagazinen, u. a. in Die Presse, Salzburger Nachrichten, Gazeta Wyborcza, Süddeutsche Zeitung, Graphische Kunst, Vernissage und Weltkunst. Für die Edition Beckmann Köln entstand ein umfangreicher Dokumentarfilm über Anton Kitzmüller.
In formaler Hinsicht kann Anton Kitzmüller als Brückenbauer zwischen den Zeiten gesehen werden. In seiner vielschichtigen Lasurtechnik zeigt er sich als ein Bewahrer vergessener Erfahrungen Alter Meister und demonstriert gleichzeitig, wie man schöpferisch und durchaus zeitgemäß mit diesen umgehen kann.
Für Peter Assmann ist die Faszination, mit den Mitteln der Malerei Erinnerungsbilder an frühere Bilderfahrungen zu gestalten zentraler Motor für die künstlerische Arbeit von Anton Kitzmüller. Die Zurücknahme auf eine geradezu naive Schlichtheit, auf magisch-realistische Distanziertheit, ebenso wie die fallweise Umsetzung von Naturformen in streng konstruierte Farbformen und Farbflächen charakterisieren Kitzmüllers Bilder für die Kunsthistorikerin Maria Buchsbaum.
In den letzten Jahren erweiterte er seine Formensprache: In seinen aktuellen Arbeiten verbindet Anton Kitzmüller seine vielschichtige Maltechnik mit einem betonten Farbauftrag. Dadurch ermöglicht er eine differenzierte Sichtweise und einen spannenden Dialog über das Verhältnis von Kunst und Wirklichkeit.

## Einzelausstellungen und Ausstellungsbeteiligungen (Auswahl)
- Galerie Szaal, Wien (2011, 2012, 2014, 2016, 2019, 2021, 2023, 2024)
- Galerie Stoetzel-Tiedt, Goslar (2001, 2005, 2008, 2014, 2017, 2022)
- Schlossmuseum Linz - Kultur braucht Kunst* (2020)[8]
- Galerie Sundermann, Würzburg (2002, 2004, 2009, 2011, 2015, 2019)
- Städtische Galerie, Fruchthalle Rastatt - Welt der Träume, Sammlung Westermann* (2018)
- Museum Angerlehner, Thalheim bei Wels - Lions im Museum Angerlehner* (2014)[9]
- Städtische Galerie Leonding, 44er Haus - Anton Kitzmüller, Im Wandel der Zeit (2013)
- Galerie der Stadt Kapfenberg, KUZ - Anton Kitzmüller, Magie und Sachlichkeit (2013)
- Galerie Seywald, Salzburg (1995, 1997, 1998, 2001, 2003, 2006, 2008, 2013)
- Het Blaauw Laaken Kunstkabinet, Heusden (2005, 2006, 2008, 2012)
- Galerie Bernd Dürr, München (2003, 2005, 2007, 2011)
- Art Karlsruhe, Galerie Norbert Blaeser (2004, 2005, 2007, 2008, 2009, 2010)
- Landeskulturzentrum Ursulinenhof Linz, Galerie Beckmann - Anton Kitzmüller, Günter Grass (2007)[10]
- Museum Steyr, Schlossgalerie - Anton Kitzmüller, Eine Zwischenbilanz (2006)[11]
- Kunsthalle St. Annen, Lübeck - Selbstbildnisse der Sammlung Leonie von Rüxleben* (2005)[12]
- Galerie der Stadt Traun (1990, 1997, 2005)
- Galerie Peithner-Lichtenfels, Wien (1999, 2001, 2003, 2004)
- Olympisches Museum, Lausanne - Paralympic Art* (2001)
- Miejska Galeria Sztuki w Łodzi (Galerie der Stadt Łódź), Galeria Willa - Anton Kitzmüller Grafika (2000)
- Multimedia Arts Gallery, New York - Contemporary Images from Austria* (1995)[13]

## Publikationen
- Personeneinträge in Künstlerlexika:
  - Allgemeines Künstlerlexikon, veröffentlicht von K. G. Saur 2001 - Kitzmüller, Anton Karl[14]
  - Die österreichischen Maler des 20. Jahrhunderts, Heinrich Fuchs, Ergänzungsband 1, 1991, Seite 106[15][1]
  - Malerei in Österreich zu Beginn des 3. Jahrtausends, Forum Artis Austriae, Krieger, Kramer, Alkier, Einem, Wien 2005, ISBN 3-200-00324-3.
- Monografische Artikel in Kunstzeitschriften:
  - Maria Buchsbaum, Anton Kitzmüller, Malerei in Synästhesie mit Lyrik und Musik, Kunstzeitschrift Vernissage, 1999, Heft 10, Seite 42[3]
  - Gertrude Haider-Grünwald, Auf der Suche nach dem Sein, Zum graphischen Werk von Anton Kitzmüller, Graphische Kunst, Heft 54, 2000, Seiten 18–22[16][4]
  - Gertrude Haider-Grünwald, Anton Kitzmüller, Z cyklu Elegien, Tygiel Kultury, Lódz 2000, Nr. 1 - 12, Seiten 193–194
  - Siegrid Leitner, Der Blick nach draussen kommt von drinnen, Anton Kitzmüller im Portrait, Palette Magazin, Ausgabe 1/2010, Nr. 87, Seiten 36–41[17]
  - Gerlinde Szaal, Anton Kitzmüller, Personale, Kunstzeitschrift Vernissage, 4-seitiger Artikel, Nr. 298, 2011, 4 - 6
- Dokumentarfilme:
  - Das Mass der Dinge, Der Maler Anton Kitzmüller, Dokumentarfilm, 52 Minuten, Buch/Regie: Andreas Wunderlich, Produktion: September Film Produktion, Edition Beckmann, Köln 2008[18]
- Bücher und Kataloge:
  - Anton Kitzmüller - Peinture Poétique, Bildband, Shaker Media, Aachen 2009, ISBN 978-3-86858-486-8.[19]
  - Anton Kitzmüller - Das Antlitz Europas, für Henryk Mikolaj Górecki, mit Texten u. a. von Peter Assmann, Maria Buchsbaum, Gertrude Haider-Grünwald und Thomas Seywald, Edition Galerie Seywald, Salzburg 2001, ISBN 3-902120-01-0.[7]
  - Las Almas del Tango, Corinna Antelmann, Anton Kitzmüller, Resistenz Verlag, Neuhofen/Kr., Linz, Wien 2011, ISBN 978-3-85285-205-8.[20]
  - Anton Kitzmüller - Cafe-Bar-Interieur, Edition Galerie Bernd Dürr, München 2003, ISBN 3-927872-23-7.[21]
  - Anton Kitzmüller - Petite Fleur: Wien 1994, New York 1995, Anton Kitzmüller, Peter Assmann, Text engl. u. dt., Wien 1995[22]
  - Anton Kitzmüller - Bandoneon, mit einem Text von Maria Buchsbaum, Text engl., ndl. und dt., Salzburg 2006[6]
  - Personale Anton Kitzmüller, Ausstellungskatalog, Galerie Szaal, Wien 2019[23]